# Crispin Quispe
Crispin Quispe, född 13 maj 1946, är en friidrottare från Bolivia. Han deltog vid olympiska sommarspelen 1972.